# Antigoni Goni
Antigoni Goni es una guitarrista griega nacida en 1970.
Estudió con Evangelos Assimakopoulos en el Conservatorio Nacional de Atenas, con John Mills en la Royal Academy of Music de Londres y con Julian Bream en clases magistrales.
Ha realizado actuaciones a través de los Estados Unidos, Japón, Portugal, Francia.... destacando un concierto especial en el verano de 2005 con la Hannover Radio Orchestra y el afamado Odeon de Herodes Atticus. Su carrera floreció a mediados de los noventa al ganar la Guitar Foundation of America Competition, resultando de ello unos 65 conciertos en Norteamérica y un contrato con Naxos Records por el cual ha grabado tres exitosos CD.
Goni fue catedrática del departamento de guitarra de la Julliard Pre-College Division, mantiene una plaza en la Universidad de Columbia y en la Royal Academy of Music de Londres, y es profesora del Real Conservatorio de Bruselas dividiendo su tiempo entre ambas costas de los Estados Unidos, Bruselas y Atenas.